# Filips van Wassenaer, genaamd van Duvenvoirde
Filips van Wassenaaer, genaamd van Duvenvoirde (vermeld vanaf 1215 – 1248) was een telg uit het oud-adellijke riddermatige geslacht Wassenaer.
Hij was een jongere zoon van Filips van Wassenaer, ridder (vermeld 1200-1223), de stamvader van het geslacht Van Wassenaer. Filips werd volgens een oorkonde uit 1226 door zijn oudere broer Dirk beleend met Duvenvoirde als erfleen. Hij is de stamvader van de tak Wassenaer-Duvenvoirde.
Hij was gehuwd met F(lorentina?) van Rijswijk Heer Arentsdochter, uit welk huwelijk de volgde kinderen bekend zijn:
- Heer Arent I van Duvenvoirde (vermeld 1248-1268), ridder, gehuwd met (Machteld) van Crayenhorsst Heer Waoutersdochter
- Jan van Duvenvoirde (vermeld 1226-1248), stamvader van de uitgestorven tak Polanen Breda